# Daniele Cortis
Pour plus de détails, voir Fiche technique et Distribution.
Daniele Cortis est un film italien réalisé par Mario Soldati, sorti en 1947.

## Fiche technique
- Titre : Daniele Cortis
- Réalisation : Mario Soldati
- Scénario : Mario Soldati, Mario Bonfantini, Luigi Comencini, Aldo De Benedetti, Diego Fabbri, Ugo Lazzarini et Agostino Richelmy d'après le roman d'Antonio Fogazzaro
- Montage : Mario Soldati
- Musique : Nino Rota
- Pays d'origine : Italie
- Format : Noir et blanc - 1,37:1 - Mono
- Genre : drame
- Date de sortie : 1947

## Distribution
- Vittorio Gassman : Daniele Cortis
- Sarah Churchill : Elena
- Gino Cervi : le mari d'Elena
- Evi Maltagliati : Isa
- Gualtiero Tumiati (en) : Aldo
- Rubi Dalma : Noemi
- Massimo Pianforini (en) : Valentino
- Marco Tulli : Diego
- Giulio Alfieri : Agostino
- Giovanni Barrella : Antonio
- Olga Capri : Liliana
- Mario Soldati : Silverio